# Grön omstart
Grön omstart (GO) är en tankesmedja som verkar för omställning av politiken i Sverige mot social och ekologisk hållbarhet. Tankesmedjan är organiserad som en ideell förening utan vinstsyfte.
GO är partipolitiskt obunden och verkar för opinionsbildning genom debattartiklar, samt en blogg. Ett nätverk av engagerade författare skriver på bloggen utifrån sina egna individuella perspektiv. Ledstjärnan för arbetet är att stärka de krafter som vill uppnå en hållbar framtid inom ekosystemens gränser. GO eftersträvar att uppnå ett undersökande och ifrågasättande perspektiv på samhällsfrågor.
Det finns en webbsida, en Facebooksida samt en diskussionsgrupp på Facebook med drygt 3400 medlemmar (juni 2020) och ett Instagramkonto. Tanksmedjans medlemmar publicerar debattartiklar i media, till exempel om lokal ekonomi och om klimatproblemet.

## Historik
Grön omstart bildades som löst nätverk och facebookgrupp 2015 av medlemmar i Miljöpartiet som menade att debatten om politiken kvävts på grund av regeringssamarbetet. Nätverket syntes ha viss påverkan på Mp år 2016 när Isabella Lövin dammade av Mp:s gamla förslag om sänkt arbetstid. År 2017 försökte GO få till ett monter på Miljöpartiets kongress men detta nekades. I samband med den kongressen kom Grön omstart med en egen lista med kandidater till partistyrelsen men utan att vinna gehör. Den aktiva Facebookgruppen GO anses av Birger Schlaug har lett till starten av partiet Vändpunkt.

## Jämförelse med andra gröna tankesmedjor
Det finns ett flertal andra gröna tankesmedjor, till exempel Fores med anknytning till Centerpartiet och Gröna folkhemmet med rötter i Socialdemokraterna. Grön omstart har istället kopplingar till den ideella miljörörelsen, och företrädare för till exempel Klimataktion har skrivit på Grön omstarts hemsida och det har även företrädare för Klimatriksdagen gjort (se Klimatriksdag 2014 för mer information om Klimatriksdagen).
Tanken att en grön omställning av samhället behövs har tagits upp av EU-kommissionen som tillträdde 2019 och har blivit än mer tydlig i fotspåren av Coronakrisen våren 2020.
Termen Grön omstart har även börjat användas av politiker utan direkt koppling till tankesmedjan och forskare.